# HD 213720
HD 213720，又名BD+53 2910，SAO 34555、HR 8589，是一颗恒星，视星等为6.35，位于銀經103.32，銀緯-3.45，其B1900.0坐标为赤經22h 28m 20.6s，赤緯+53° -3.45′ 19″。